# Amblyornis macgregoriae
Amblyornis macgregoriae es una especie de ave paseriforme, perteneciente a la familia Ptilonorhynchidae, del género Amblyornis.

## Subespecies
- Amblyornis macgregoriae amati
- Amblyornis macgregoriae germanus
- Amblyornis macgregoriae kombok
- Amblyornis macgregoriae lecroyae
- Amblyornis macgregoriae macgregoriae
- Amblyornis macgregoriae mayri
- Amblyornis macgregoriae nubicola

## Localización
Es una especie de ave que se localiza en Nueva Guinea.